# Ladislav Langr
PhDr. Ladislav Langr (* 13. května 1959, Nymburk) je český publicista, organizátor kulturního, sportovního a společenského života a od roku 2010 pátý polistopadový starosta města Poděbrady.

## Biografie
Základní školu vychodil v Poděbradech, střední školu absolvoval na tamním gymnáziu v roce 1978. Následně vystudoval Fakultu žurnalistiky Univerzity Karlovy. Studium ukončil v roce 1983 ziskem akademického titulu PhDr. Během vysokoškolských studií zvítězil v roce 1981 v celostátním kole studentské vědecké činnosti prací zaměřenou na televizní žurnalistickou tvorbu.
V roce 1982 nastoupil jako redakční elév do pražského zpravodajství Československé televize, kde se postupně specializoval na oblast kultury, zvláště na dramatické umění, zájmovou uměleckou činnost a folklór. Od roku 1987 až do ukončení spolupráce s Československou televizí v roce 1992 působil také jako moderátor pořadů Týden v kultuře a zpravodajského pořadu Aktuality. Vzdělání v oblasti dramatických studií si doplnil postgraduálem na DAMU v oboru umělecká kritika (1990). V letech 1986–1989 byl členem KSČ. Po roce 1992 působil jako volný novinář, mediální konzultant, lektor a pedagog rétoriky a moderování.
Od roku 2002 se vrátil zpět do médií, kde v různých časopisech zastával střídavě funkci vedoucího kulturní rubriky, vedoucího redaktora i šéfredaktora. V letech 2007–2008 pracoval jako jednatel Kulturního a informačního centra Poděbrady. V roce 2010 byl zvolen starostou města Poděbrady a tuto pozici obhájil i ve volbách v roce 2014. 
Po přechodném působení (2019- 2023) na Ministerstvu kultury a ve funkci ředitele Nymburského kulturního centra byl v květnu 2023 zvolen 1. místostarostou Poděbrad.
Od roku 1990 je ženatý s manželkou Monikou, společně mají dvě děti, Janu a Vojtěcha. S přestávkou let 1986–1998 trvale bydlí v Poděbradech.

## Pedagogická činnost
Společně v týmu s Karlem Pechem a Miroslavem Doležalem působil na Fakultě žurnalistiky Univerzity Karlovy jako odborný asistent katedry televizní žurnalistiky (1987–1992) a autorsky se spolupodílel na vysokoškolských skriptech Řeč – nástroj žurnalisty před mikrofonem a kamerou (1988). Na Vyšší odborné škole herecké v Praze vyučoval obor moderování a rétoriku (2003–2010). Zde vydal dosud nejobsáhlejší původní českou učebnici moderování pod názvem Moderování (2005). Příležitostně se ještě zabývá externí pedagogickou prací na středních a vyšších odborných školách v oblasti médií, rétoriky a žurnalistické tvorby.

## Kulturní aktivity
Aktivně se věnoval recitaci a dnes především amatérskému divadlu, za což získal řadu ocenění v krajských i celostátních soutěžích za interpretaci, režii i scénografii. Je autorem 8 realizovaných divadelních her a bezpočtu příležitostných publicistických a dramatických textů. Společně se Zdeňkem Pošívalem v roce 1987 založil celostátní Divadelní festival Aktualit, který se dočkal tří ročníků a byl zahrnut divadelním historikem Františkem Černým do Kalendária dějin českého divadla. Po roce 2006 se ujal jako ředitel a dramaturg upadajícího a kdysi uznávaného divadelního festivalu FEMAD, který vrátil na prestižní pozici v českém ochotnickém divadle. Inicioval vznik hudebního festivalu Poděbradské swingování (2011) a společně s týmem Michala Dvořáka stál u zrodu dalšího hudebního festivalu Soundtrack. Vydal knihy Poděbradská abeceda (2008) a 150 poděbradských příběhů (2014).

## Sportovní aktivity
Od mládí díky vlivu otce (několikanásobný veteránský mistr ČSSR v tenisu) se věnoval organizování tenisových turnajů, což završil ve funkci ředitele tří ročníků mezinárodního mistrovství České republiky (1994–1996), kdy na mistrovství do Poděbrad přivedl téměř celou tehdejší domácí špičku včetně i pozdější světové jedničky Martiny Hingisové. Působil jako předseda Středočeského tenisového svazu (1980–1991), místopředseda Českého tenisového svazu (1988–1993) a předseda a místopředseda České tenisové rady (1990–2000). V roce 2017 pracoval jako místopředseda organizačního výboru Evropského poháru v chůzi.

## Komunální politika
Do komunální politiky vstoupil jako bezpartijní lídr nezávislého uskupení Volba pro Poděbrady v roce 2010. Volební subjekt skončil na druhém místě, ale jako jeho lídr získal nejvyšší počet voličských hlasů a následně byl zvolen starostou Poděbrad. V roce 2011 byl zvolen členem řídící Rady Sdružení lázeňských míst České republiky. V dalších komunálních volbách v roce 2014 Volba pro Poděbrady se stala s 36,6 % hlasy bezkonkurenčním vítězem voleb a její lídr s výrazným nárůstem osobních preferencí se stal opakovaně starostou města Poděbrady.

## Ocenění
- Medaile Karla Koželuha (1999)
- Čestná medaile Hasičského záchranného sboru České republiky (2014).
- Medaile Za zásluhy o bezpečnost (2017)
- Medaile svatého Cyrila a Metoděje (2018)
- Zlatý odznak J. K. Tyla (2022)